# Иван Илич (пианист)
Вижте пояснителната страница за други личности с името Иван Илич.
Иван Илич е американски пианист от сръбски произход. Понастоящем живее в Париж.

## Биография
Роден е в Пало Алто, щата Калифорния, Съединените американски щати на 14 август 1978 г.
Учи в Калифорнийския университет, Бъркли, от където получава дипломи по математика и музика. За кратко учи в Музикалната консерватория в Сан Франциско, завършва с отличие аспирантура в Консерваторията в Париж. След това продължава музикалното си обучение в Парижкото висше училище по музика (École Normale de Musique de Paris). Негови преподаватели във Франция са Франсоа-Рене Дюшабле, Кристиан Ивалди и Жак Рувие.

## Кариера
Първоначално изявявайки се като солист, Илич е познат със своите интерпретации на френската музика, и по-конкретно на произведенията на Клод Дебюси. Неговите изпълнения на „24 прелюдии“ на Дебюси са издадени през октомври 2008 г. от френската звукозаписна компания Paraty и спечелват наградата на критиците на Mezzo TV във Франция. Компакт-дискът е класиран в Топ 5 CD на годината от критиците на Fanfare Magazine и в Топ 5 CD от френския уебсайт Classique News. Илич променя поредността на прелюдиите в албума си - спорен избор, който той защитава в няколко свои интервюта.
Избира да се концентрира върху соловия си репертоар. Има записи по произведения на Йохан Себастиан Бах, Хендел, Хайдн, Бетовен, Шопен, Шуман, Лист, Брамс, Дебюси, Равел и Лусиен Дюросоар. Често включва и съвременна музика в своите рецитали. Джон Меткалф, Кеерил Макан и Дмитри Тимочко са сред многото композитори, създали нови произведения за него. Следващият му проект е да запише албум по „22-те проучвания на етюдите на Шопен“ на Леополд Годовски.
Илич е свирил в Карнеги Хол и Вайл Хол в Ню Йорк, Уигмор Хол, Глен Гоулд Студио и Ирландската национална концертна зала. От началото на юни 2011 г. много от записите на Иван Илич се продават онлайн в сайта IMSLP.
Иван Илич е интервюиран от Цветелина Начева за предаването „Метроном“ на Българското национално радио през януари 2012 г.

## Записи
- Ivan Ilić, pianiste – oeuvres de Brahms, Beethoven et Chopin, Mairie de Paris
- Elegance and Refinement – Baroque Suites, French Sweets, Magnatune[7]
- Fugitive Visions – Piano Masterworks by Chopin and Liszt, Magnatune
- Romantic – Powerful Miniatures by Schumann and Brahms, Magnatune[8]
- Vitality and Virtuosity – Sonatas by Haydn and Beethoven, Magnatune
- Transcendental – Transcriptions by Brahms and Godowsky, Magnatune
- Claude Debussy – Préludes pour piano, Livres 1 et 2, Paraty[9]
- Leopold Godowsky – 22 Chopin Studies, Paraty

## Актьорство и публицистика
През 2010 г. Илич прави актьорски дебют в главната роля на Айзък в късометражния филм „Изборът на Айзък“ на Luc Plissonneau.
През 2011 г. играе ролята на Глен Гоулд в късометражния филм „The Sheperd” на Benoît Maire заедно с известния актьор Луи Кастел.
Писал е статии за музиката за уебсайта на Washington Times.